# Didelphis
Didelphis är ett släkte pungråttor som förekommer i Amerika. Arterna i släktet kallas vanligen för opossum men bör inte förväxlas med opossumråttor.
Det vetenskapliga namnet bildas av grekiska di- (två, dubbel) och delphus (magsäck). Här betraktas honans pung (marsupium) som en extra magsäck.

## Taxonomi
Enligt Wilson & Reeder (2005) utgörs släktet av 6 arter.
- Vitörad opossum (D. albiventris)
- Didelphis aurita
- Didelphis imperfecta
- Storörad opossum (D. marsupialis)
- Didelphis pernigra
- Nordamerikansk opossum (D. virginiana)

## Utseende
Med en kroppslängd mellan 32 och 50 cm samt en svanslängd mellan 26 och 53 cm är de ganska stora pungråttor. Vikten varierar mellan 0,5 och 5,5 kg. Pälsen består av underull och täckhår med vita spetsar. Andra släkten i underfamiljen Didelphinae har bara en sort hår. Färgen varierar mellan svart, rödbrun, grå och vitaktig. Flera individer har tre mörka strimmor i ansiktet och två av dem korsar ögonen. Svansen bär bara vid roten hår och därför tappar de i regioner med minusgrader ibland delar av svansen och örat på grund av förfrysningar.
Vid varje fot finns fem tår och nästan alla är utrustade med klor. Bara den motsättliga stortån på bakfoten saknar klor. Pungen hos alla honor är fullt utvecklade och innehåller vanligen 13 spenar.

## Utbredning och habitat
Arten nordamerikansk opossum är det enda pungdjuret som förekommer i Nordamerika. De andra arterna lever i regionen mellan centrala Mexiko och centrala Argentina. Habitatet utgörs av olika sorters skogar och buskmarker. I öppna landskap förekommer de bara i närheten av vattendrag med tätare växtlighet. De kan även hittas i människogjorda parker och trädodlingar.

## Ekologi
Alla arter är nästan helt aktiva på natten. De vilar på dagen i bergssprickor, trädens håligheter eller andra gömställen som polstras med växtdelar. De vistas ofta på marken men har även förmåga att klättra i träd samt bra simförmåga.
Födan utgörs av små ryggradsdjur, ryggradslösa djur, as och olika växtämnen.
Individerna har vanligen 10 till 20 hektar stora revir som överlappar med territorierna av flera andra artfränder av båda kön. Reviret byts ofta under livet. Utanför parningstiden undviker de kontakt eller reagerar aggressiv. Honor i fångenskap hade ibland en gemensam sovplats.
Nordamerikansk opossum och i sällsynta fall även vitörad opossum spelar död när de känner sig hotade. På så sätt blir de oattraktiva för fienden.
Parningens tidpunkt och antalet kullar per år är beroende på art och utbredningsområde. Dräktigheten varar hos nordamerikansk opossum ungefär 13 dagar. Honor av arter som bor i Central- och Sydamerika har vanligen en till nio ungar per kull. Hos nordamerikansk opossum förekommer vanligen 20 ungar per kull och i sällsynta fall upp till 56 ungar. Då honan bara har 13 spenar dör alla ungar som inte får tag i en spene.
Ungarnas utveckling är bara dokumenterad för den nordligaste arten. De visar sig cirka 70 dagar efter födelsen för första gången utanför pungen och sitter sedan oftast på moderns rygg. Efter tre till fyra månader slutar honan med digivning och efter 6 till 8 månader är de könsmogna. Individer i naturen blir vanligen inte äldre än tre år. Djur i fångenskap nådde fem års ålder.

## Didelphisoch människor
Dessa pungråttor jagas ibland för köttets skull, för nöjes skull eller när de dödar mindre husdjur som höns. Den nordamerikanska arten dödades och hölls delvis i farmer för pälsens skull. Under 1970-talet dödades i USA ungefär en miljon individer per jaktsäsong. Fram till början av 1990-talet minskade värdet till 145 000 individer.
Å andra sidan gynnades nordamerikansk opossum genom landskapsförändringar. IUCN ser inte heller avgörande hot för de andra arterna och listar alla som livskraftiga (LC).